# 村上信一郎
村上信一郎（むらかみ しんいちろう、1948年 - ）は、日本の国際政治学者、神戸市外国語大学名誉教授。専門はイタリア政治。

## 人物・来歴
神戸市に生まれる。神戸大学文学部史学科卒業後、1982年に同大学大学院法学研究科博士課程を修了、「政治と宗教 イタリア人民党の場合(1919-1926年)」で法学博士号を取得した。
ローマ大学でスコッポラ教授に師事する。
1983年に中部大学助教授に就任する（のち教授に昇進）。1998年より神戸市外国語大学外国学研究所教授に移り、2015年に定年で退任して名誉教授となる。

## 著書
- 『権威と服従 カトリック政党とファシズム』名古屋大学出版会、1989年2月
- 『ベルルスコーニの時代 崩れゆくイタリア政治』岩波書店<岩波新書>、2018年2月

### 翻訳
- デ・フェリーチェ、レディーン『ファシズムを語る』（西川知一共訳）ミネルヴァ書房、1979年9月
- A.パーネビアンコ『政党 組織と権力』ミネルヴァ書房<Minerva人文・社会科学叢書>、2005年6月
- シモーナ・コラリーツィ『イタリア20世紀史 熱狂と恐怖と希望の100年』（監訳・橋本勝雄訳）名古屋大学出版会、2010年10月
- マウロ・カリーゼ『政党支配の終焉 カリスマなき指導者の時代』 法政大学出版局<サピエンティア>、2012年6月